# Спадщина, або блін, хлопці, гутентаг
Спадщина, або блін, хлопці, гутентаг (чеськ. Dedictví aneb Kurvahosigutntag) — комедійний фільм 1992 року чеського режисера Віри Хитілової.

## Сюжет
Одного звичайного дня Богуміл Стейкал сидить із пивом у своїй улюбленій сільській корчмі. Звідки не візьмись до корчми заходить адвокат і повідомляє йому про смерть батька, якого він ніколи не бачив, і що він залишив йому велику спадщину. Богуміл, ще сп'янілий від сливовиці, відразу вирушає у Брно зі своїм адвокатом, щоб оглянути нерухомість, яка йому дісталась від батька. Під впливом алкоголю, де б він не був, кругом осоромлюється і стає центром уваги жителів. Якось зі своїм другом паном Коштялем Богуміл відвідує нічний клуб, де закохується у повію Ірен, яку він уже раніше зустрічав у ресторані. На її день народження Богуміл запрошує дівчину до себе в гості і купує їй страуса.
У ролях:
- Болек Поливка — Богус
- Мірослав Донутіл
- Шарка Войткова
- Йозеф Кронер
- Даґмар Гавлова-Вешкрнова
- Анна Пантучкова
- Бржетіслав Рихлік
- Ян Седал, Арношт Голдфлам
- Карел Готт
- Маріана Хмеларжова та інші